# 螺壳虫
螺壳虫（学名：pylospira octopyle）为石太阳虫科螺壳虫属的动物。分布于北太平洋，包括东海等海域。